# Контрада Миконе (Вибо Валенција)
Контрада Миконе је насеље у Италији у округу Вибо Валенција, региону Калабрија.
Према процени из 2011. у насељу је живело 15 становника. Насеље се налази на надморској висини од 1005 м.